# Télécommunications en Corée du Nord
Les télécommunications en Corée du Nord sont l'ensemble des services de communication disponibles en Corée du Nord. Le pays dispose de son propre réseau téléphonique, de son propre réseau internet ainsi que de chaînes de radio et de télévision d’État. Si une majorité de la population possède une télévision et un téléphone portable, très peu de Nord-coréens possèdent d'ordinateurs ou d'accès à internet.

## Téléphones

### Téléphones fixes

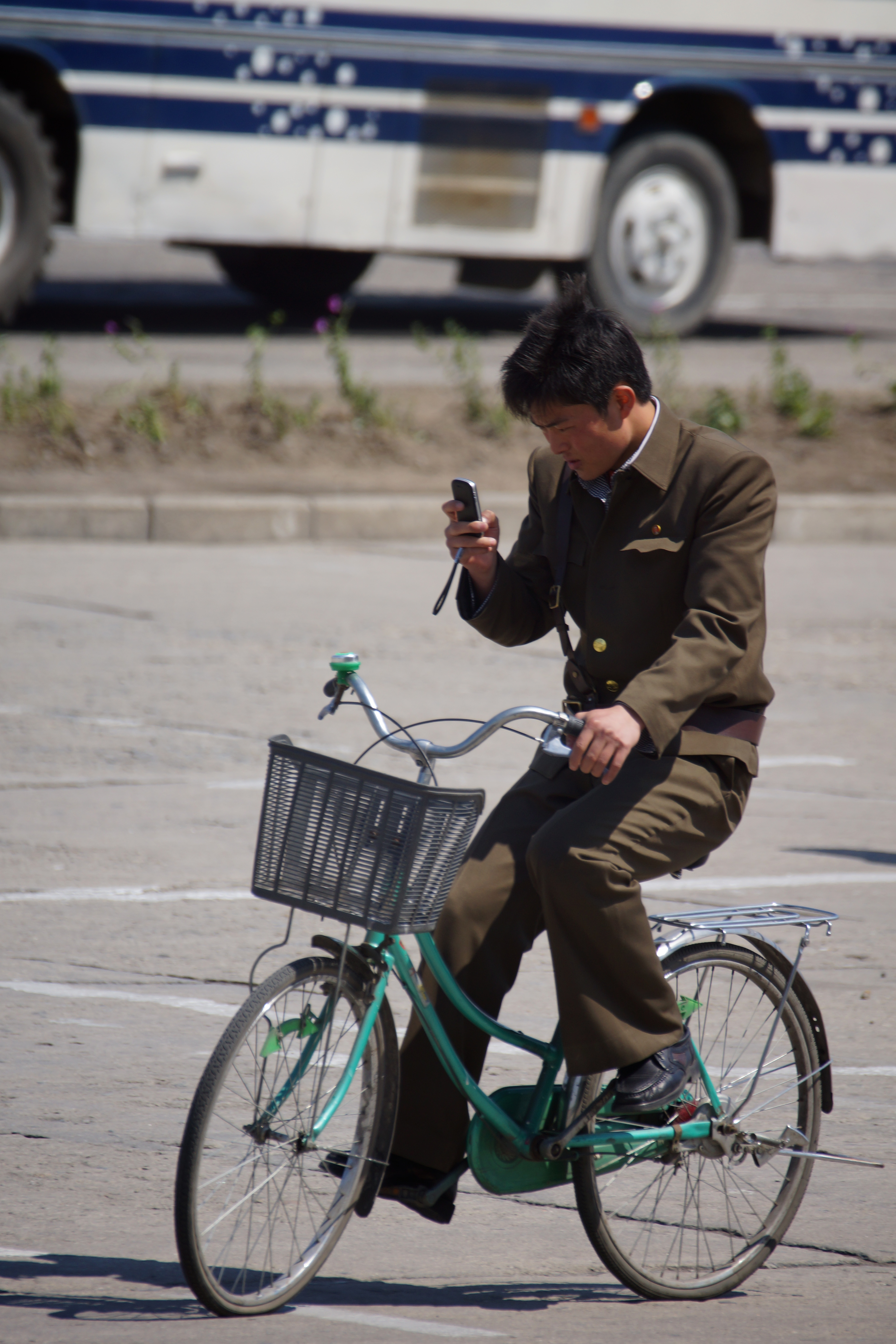
Un cycliste utilisant un téléphone à Hamhung en 2012.

La Corée du Nord dispose d'un système téléphonique qui compte 1,18 million de lignes fixes en 2008 et environ 6 millions en 2021. Cependant, la plupart des téléphones sont installés uniquement pour les hauts fonctionnaires du gouvernement. Une personne souhaitant faire installer un téléphone doit remplir un formulaire indiquant son rang, la raison pour laquelle elle souhaite un téléphone et comment elle compte le payer. La plupart de ces téléphones sont installés dans les bureaux du gouvernement, les fermes collectives et les entreprises publiques. Seul environ 10 % des téléphones sont détenus pas des individus ou des ménages.
Dès 1970, des installations de commutation automatique sont utilisées à Pyongyang, Sinŭiju, Hamhŭng et Hyesan. Quelques cabines téléphoniques publiques commencent à apparaître à Pyongyang vers 1990. Au milieu des années 1990, un système d'échange automatisé basé sur le système E-10A produit par des usines conjointes d'Alcatel en Chine est installé à Pyongyang. Les Nord-Coréens annoncent en 1997 que la commutation automatisée remplace la commutation manuelle à Pyongyang et dans 70 autres localités. La presse nord-coréenne rapporte en 2000 que des câbles à fibre optique sont étendus jusqu'au port de Nampho et que la province du Pyongan du Nord est connectée.

### Téléphones portables

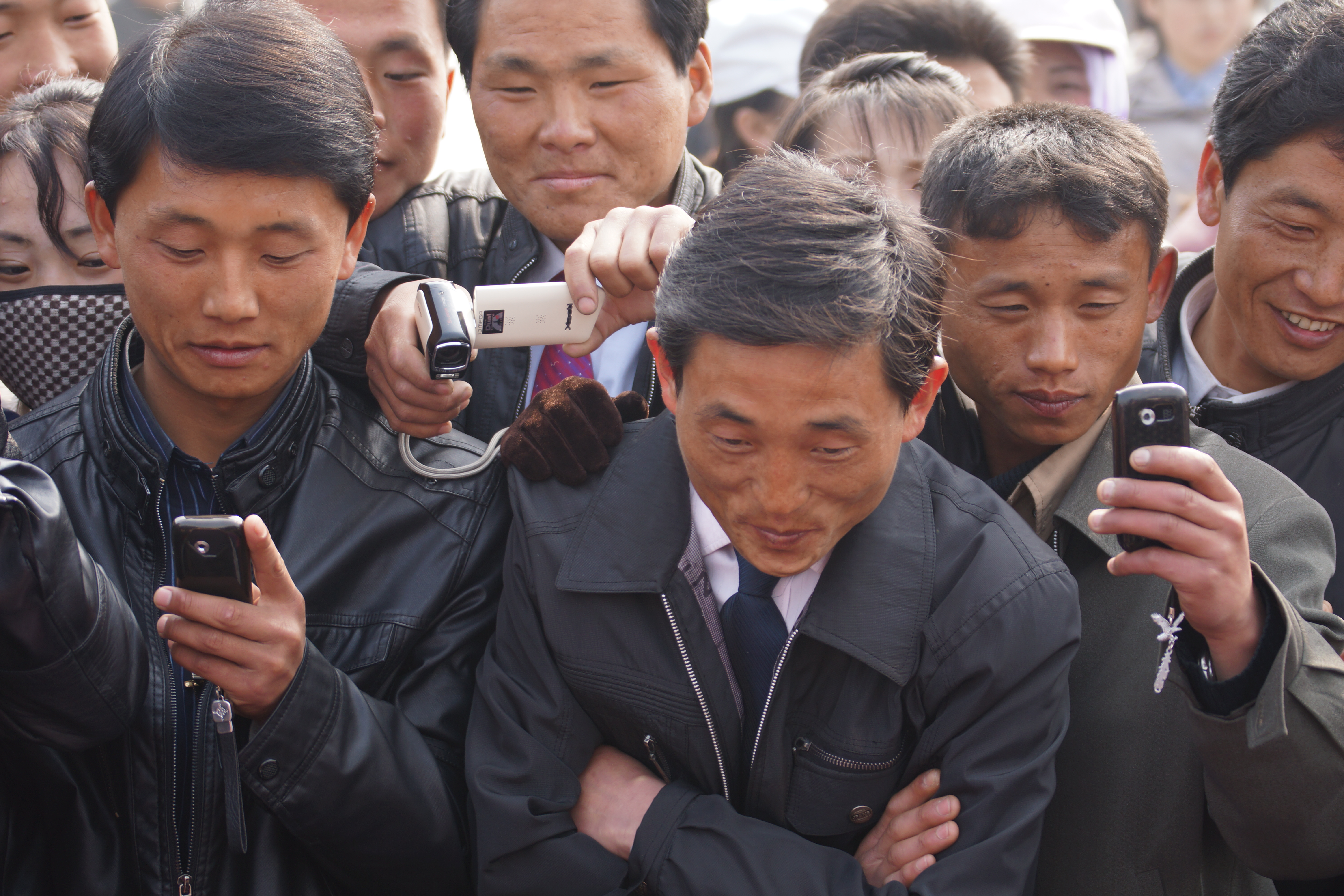
Nord-Coréens avec des téléphones portables en avril 2012.

En novembre 2002, les téléphones mobiles sont introduits en Corée du Nord et en novembre 2003, 20 000 personnes possèdent des téléphones mobiles.
Entre 2004 et 2008, l'utilisation de téléphones portables est interdite,.
En décembre 2008, un nouveau service de téléphonie mobile est lancé à Pyongyang, exploité par la société égyptienne Orascom. Toutefois, le gouvernement nord-coréen reprend rapidement le contrôle de l'entreprise et de ses revenus. Le nom officiel du service de téléphonie mobile 3G en Corée du Nord est Koryolink, et est sous le contrôle de la Korea Post and Telecommunications Corporation (KPTC), une entreprise publique. Il y a eu une forte demande pour ce service depuis son lancement.
En mai 2010, plus de 120 000 Nord-Coréens possèdent des téléphones mobiles. Ce nombre passe à 301 000 en septembre 2010, 660 000 en août 2011, 900 000 en décembre 2011, et dépasse un million en février 2012. En avril 2013, le nombre d'abonnés approche des deux millions. En 2015, ce chiffre atteint les trois millions.
En 2011, 60 % des citoyens de Pyongyang âgés de 20 à 50 ans possèdent un téléphone portable. La même année, StatCounter.com confirme que certains Nord-Coréens utilisent des iPhones d'Apple, ainsi que des smartphones de Nokia et de Samsung.
En novembre 2020, il est rapporté qu'aucun téléphone mobile ne peut appeler à l'intérieur ou à l'extérieur du pays, et qu'aucune connexion Internet n'est active. Un réseau 3G couvre 94 % de la population, mais seulement 14 % du territoire.
Koryolink n'a pas d'accords d'itinérance internationale. Des cartes SIM prépayées peuvent être achetées par les visiteurs en Corée du Nord pour passer des appels internationaux (mais pas domestiques). Avant janvier 2013, les étrangers devaient remettre leurs téléphones à la frontière ou à l'aéroport avant d'entrer dans le pays, mais avec la disponibilité des cartes SIM locales, cette politique n'est plus en vigueur. L'accès à Internet, cependant, est uniquement disponible pour les résidents étrangers et non pour les touristes.
Les téléphones mobiles nord-coréens utilisent un système de signature numérique pour empêcher les utilisateurs d'accéder à des fichiers non autorisés et enregistrent des informations d'utilisation du téléphone qui peuvent être inspectées par les autorités. Des applications pour smartphone telles que l'application de cartographie et de navigation Fellow Traveler sont téléchargeables.
Une enquête menée en 2017 révèle que 69 % des foyers ont un téléphone mobile.
En septembre 2019, une entreprise jusqu'alors inconnue, la société Kwangya Trading Company (광야무역회사의), annonce la sortie d'un téléphone portable destiné aux consommateurs nord-coréens appelé le Kimtongmu. Bien que les médias d'État indiquent que le téléphone a été développé par des organes nord-coréens, il est probable que ce type de téléphone soit fabriqué à l'aide d'une entreprise chinoise et équipé de logiciels nord-coréens.
En décembre 2023, la Corée du Nord débute le déploiement d'un réseau 4G en utilisant des équipements d'occasion de Huawei,,.

### Connexion à l'international
La Corée du Nord a eu plusieurs connexions avec d'autres pays. Actuellement, les connexions internationales par ligne fixe comprennent un réseau reliant Pyongyang à Beijing et Moscou, et Chongjin à Vladivostok. Des communications ont été ouvertes avec la Corée du Sud en 2000. En mai 2006, la société TransTeleCom et le Ministère des Communications de la Corée du Nord signent un accord pour la construction et l'exploitation conjointe d'une ligne de fibre optique au poste frontière ferroviaire de Khasan–Tumangang, à la frontière entre la Corée du Nord et la Russie. Il s'agit du premier lien terrestre direct entre la Russie et la Corée du Nord. La construction est achevée en 2007.
Depuis son adhésion à Intersputnik en 1984, la Corée du Nord exploite 22 lignes à multiplexage fréquentiel et 10 lignes à canal unique pour communiquer avec l'Europe de l'Est. Fin 1989, un service de numérotation directe internationale par liaison micro-ondes est introduit depuis Hong Kong. Une station terrienne satellitaire près de Pyongyang assure des communications internationales directes en utilisant le satellite situé dans l'océan Indien de Intelsat. Un centre de communications par satellite est installé à Pyongyang en 1986 avec un soutien technique français. Un accord de partage des satellites de télécommunications du Japon est conclu en 1990. La Corée du Nord rejoint l'Union postale universelle en 1974 mais n'a d'accords postaux directs qu'avec un groupe restreint de pays.

## Fibre optique
À la suite de l'accord avec le programme des Nations unies pour le développement, une usine de fibres optiques est construite à Pyongyang en avril 1992 et le premier réseau de câbles du pays composé de 480 lignes à modulation par impulsions codées et 6 stations d'échange automatiques de Pyongyang à Hamhung (300 km) est construit, et mis en service en septembre 1995. De plus, la campagne nationale de nivellement lancée par Kim Jong-il dans la province de Kangwon en mai 1998 et dans la province de Pyongan du Nord en janvier 2000 facilite la construction de lignes de fibre optique dans les campagnes. Ces dernières sont installées par des milliers de soldats bâtisseurs de l'Armée populaire coréenne.

## Télévision
En Corée du Nord, la radiodiffusion est étroitement contrôlée par l'État et est utilisée comme un outil de propagande par le Parti des travailleurs coréens. La chaîne de télévision centrale coréenne est située à Pyongyang, mais il existe également des stations dans les grandes villes, notamment Cŏngjin, Hamhŭng, Haeju, Kaesŏng, Sinŭiju, Wŏnsan. Il existe quatre chaînes principales diffusées à Pyongyang, mais une seule dans les autres villes.
Les téléviseurs couleur sont de fabrication japonaise, mais affichent le nom d'une marque nord-coréenne. En revanche, certains téléviseurs noir et blanc sont produits localement depuis 1980. Selon une estimation, le nombre total de téléviseurs utilisés au début des années 1990 était de 250 000. Une étude réalisée en 2017 révèle que 98 % des foyers possèdent un téléviseur.

## Radio
Dans le cadre de la politique de blocus de l'information du gouvernement, les radios et télévisions nord-coréennes sont modifiées pour ne recevoir que les stations gouvernementales. Ces dernières font l'objet d'un recensement auprès de l'État. Ils sont également soumis à des contrôles aléatoire. Le retrait du sceau officiel apposé par l'État sur les radios est puni par la loi. Les touristes ne sont pas autorisés à apporter une radio dans le pays.
La Corée du Nord dispose de deux réseaux de radiodiffusion AM, Voix de Corée et une station centrale coréenne (KCBS), ainsi qu'un réseau FM, Pyongyang FM Broadcasting Station (ko). Ces trois stations disposent de locaux de diffusion dans les principales villes du pays. Il existe également un puissant émetteur à ondes courtes pour les émissions étrangères en plusieurs langues.
La station gouvernementale officielle est la KCBS, qui diffuse en coréen. En 1997, il y avait 3,36 millions de postes de radio dans le pays.

## Internet

### Réseau national
Kwangmyong est un réseau intranet nord-coréen ouvert en 2000. Il est accessible depuis les principales villes et comtés de Corée du Nord, ainsi que depuis certaines universités, commerces et organisations. Kwangmyong est disponible 24h/24 par réseau téléphonique commuté. Une enquête réalisée en 2017 révèle que 19 % des foyers possèdent un ordinateur, mais que seulement 1 % au niveau national et 5 % à Pyongyang avaient accès à Internet.
En août 2016, la Corée du Nord lance un service de streaming vidéo approuvé par l’État. Le service, connu sous le nom de Manbang (« Tout le monde »), utilise un décodeur pour diffuser en direct la télévision, des vidéos à la demande et des articles de journaux (du journal d'État Rodong Sinmun). Le service n'est disponible que pour les citoyens de Pyongyang, Siniju et Sariwon. La chaîne KCTV décrit le service comme « un répit pour contrer les interférences radio ».
En 2018, la Corée du Nord dévoile un nouveau service Wi-Fi appelé Mirae (« futur »), qui permet aux appareils mobiles d'accéder au réseau intranet de Pyongyang.
Pendant la pandémie de COVID-19, le système de vidéoconférence Rakwon, développé à l'Université Kim Il-sung, devient populaire pour les réunions à distance. Des systèmes de télémédecine et d'enseignement à distance sont également développés.

### Réseau international
La principale connexion internet de la Corée du Nord à l'international se fait via un câble à fibre optique reliant Pyongyang à Dandong, en Chine, traversant la frontière sino-coréenne à Sinuiju. L'accès à Internet est fourni par China Unicom. Avant la construction de cette fibre optique, l’accès international à Internet était limité à une ligne commutée, approuvée par le gouvernement, vers la Chine. En 2003, le Centre de recherche informatique de Corée apporte un accès à Internet en Corée du Nord. La connexion est établie par une liaison satellite de Intelsat depuis la Corée du Nord vers des serveurs situés en Allemagne. Ce lien permet à la Corée du Nord d'avoir accès à internet en s'affranchissant du contrôle de la Chine.
En 2007, la Corée du Nord postule auprès de l'ICANN pour obtenir le domaine de premier niveau « .kp ». Le Centre de recherche informatique de Corée administre le nom de domaine depuis Berlin.
En 2009, le fournisseur de services Internet Star Joint Venture Co., une coentreprise entre le Ministère des postes et télécommunication (en) et la société thaïlandaise Loxley Pacific, prend le contrôle de l'attribution d'adresses internet en Corée du Nord. La liaison satellite est progressivement supprimée au profit de la connexion par fibre optique et n'est actuellement utilisée que comme ligne de secours.
En octobre 2017, une attaque DDoS à grande échelle sur la connexion internet principale de Chine conduit à la mise en service d’une deuxième connexion Internet. Celle-ci relie la Corée du Nord via un câble optique à Vladivostok, traversant la frontière russo-coréenne à Tumangang. L'accès à Internet est fourni par TransTelekom, une filiale de l'opérateur ferroviaire national russe Russian Railways.
Le premier cybercafé de Corée du Nord ouvre ses portes en 2002 sous la forme d'une coentreprise avec la société Internet sud-coréenne Hoonnet. Ce dernier est relié via une ligne terrestre à la Chine. Les touristes peuvent connecter leurs ordinateurs à Internet via les lignes téléphoniques internationales disponibles dans quelques hôtels de Pyongyang. En 2005, un nouveau cybercafé ouvre à Pyongyang, connecté via la liaison satellite nord-coréenne. Le contenu est très probablement filtré par les agences gouvernementales nord-coréennes.
Depuis février 2013, les étrangers peuvent accéder à Internet via le réseau téléphonique 3G,,.

## Accès aux médias étrangers
Une étude commandée par le Département d'État américain, menée par Intermedia et publiée le 10 mai 2012, montre qu'en dépit de réglementations extrêmement strictes et des sanctions draconiennes, les Nord-Coréens, en particulier les élites, ont de plus en plus accès aux informations en dehors des médias contrôlés par l’État et autorisés par le gouvernement. Même si l'accès à Internet est étroitement contrôlé, la radio et les DVD sont des médias couramment utilisés, et dans les zones frontalières, la télévision.
Depuis 2011, des clés USB sont vendues en Corée du Nord et sont principalement utilisées pour regarder des films sud-coréens.

## Voir également
- Censure en Corée du Nord ;
- Médias de Corée du Nord ;
- Service postal nord-coréen.